# Lithacodia atrata
Lithacodia atrata là một loài bướm đêm trong họ Noctuidae.